# Tobias Nitschmann
Tobias Nitschmann (* 19. Juni 1987 in Künzelsau) ist ein sehbehinderter Tennisspieler beim TC Jagst Langenburg.
Nitschmann ist deutscher Meister in der Kategorie B3 im Tennis für Blinde und Sehbehinderte. Er gewann das Finale der 6. Nationalen Meisterschaften im Blinden- und Sehbehindertentennis vom 8. bis 10. Dezember 2023 beim Löhner Tennis-Club Rot-Weiß e. V. gegen Christian Marx mit 2 : 0.
Nitschmann wird von Ekaterina Strauß trainiert.